# Spisek prochowy (serial telewizyjny)
Spisek prochowy (ang. Gunpowder) — brytyjski telewizyjny miniserial dramatyczny z 2017 roku.

## Fabuła
Serial opowiada o spisku prochowym.

## Obsada[1]
- Martin Lindley jako Francis Tresham
- Sean Rigby jako Lord Monteagle
- Kit Harington jako Robert Catesby
- Liv Tyler jako Anne Vaux

## Lista odcinków[1]
| Sezon | Sezon | Odcinki | Emisja               | Emisja           |
| Sezon | Sezon | Odcinki | Premiera sezonu      | Finał sezonu     |
| ----- | ----- | ------- | -------------------- | ---------------- |
|       | 1     | 3       | 21 października 2017 | 4 listopada 2017 |